# Katar demográfiája
Az Arab-félsziget szülöttei, sok katari (arabul: قطريون) számos vándorló arab törzs leszármazottja, akik a 18. században érkeztek Katarba, főként a szomszédos Nejd és Al-Hasa területéről. Néhányanan ománi törzsek leszármazottai. Katarnak 2017 elején mintegy 2,6 millió lakosa volt, akiknek túlnyomó többsége (mintegy 92%-a) a fővárosban, Dohában él. 2017-ben a lakosság mintegy 88%-át teszik ki a külföldi munkavállalók, akik közül a legnagyobb számban dél-ázsiaiak, csak az Indiából érkezők becslések szerint mintegy 700 000-en vannak. 2017 elején az egyiptomiak és a Fülöp-szigetekiek alkotják a legnagyobb nem dél-ázsiai migránscsoportot Katarban. Ezekkel a külföldi munkavállalókkal való bánásmódot heves kritikák érték, a körülmények a modern rabszolgaságot feltételezik. A Nemzetközi Munkaügyi Szervezet azonban 2022 novemberében jelentést tett közzé, amely számos reformot tartalmazott Katar részéről a migráns munkavállalókkal kapcsolatban. A reformok között szerepelt a minimálbér megállapítása, bérvédelmi szabályok, a munkavállalók jobb hozzáférése az igazságszolgáltatáshoz stb. A jelentés tartalmazta az elmúlt 4 év adatait a katari munkavállalók körülményeinek javulásáról. A jelentésből az is kiderült, hogy kezdeményezték a munkahelyváltás szabadságát, a munkahelyi biztonság és egészségvédelem és a munkaügyi ellenőrzés végrehajtását, valamint a szükséges erőfeszítéseket a nemzet részéről.
Az iszlám a hivatalos vallás, és az iszlám jogtudomány képezi Katar jogrendszerének alapját. Jelentős kisebbségi vallás a hindu, ami az Indiából érkező katari vendégmunkások nagy számának köszönhető.
Az arab a hivatalos nyelv, az üzleti életben pedig az angol a lingua franca. A hindi-urdu és a malajálam a külföldi munkavállalók által leggyakrabban beszélt nyelvek közé tartozik. 6-16 éves korig minden állampolgár számára kötelező és ingyenes az oktatás Katarban. Az országban egyre magasabb az írni-olvasni tudók aránya.